# Кистехвостый гунди
Кистехвостый гунди, вариант названия — Кустохвостый гребнепал (лат. Pectinator spekei), — вид грызунов семейства гребнепалых. Единственный представитель монотипического рода Pectinator.

## Этимология

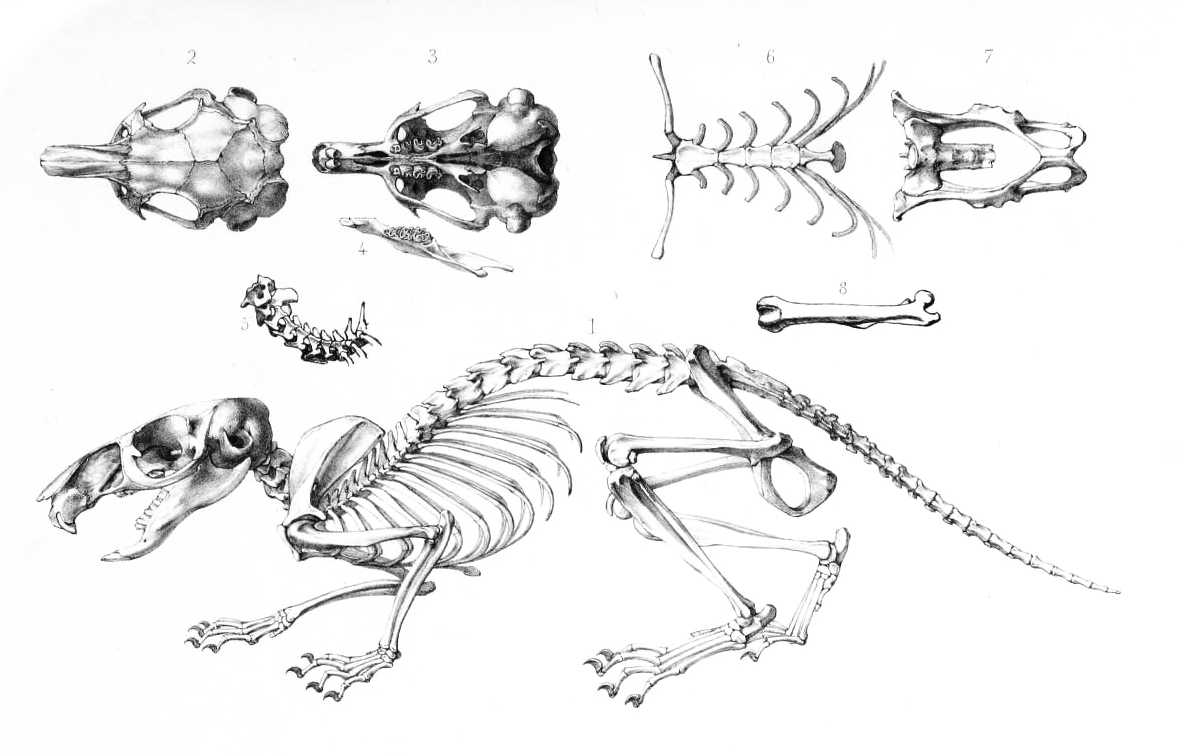
1. Весь скелет;
2. Череп сверху;
3. Череп снизу;
4. Левая сторона нижней челюсти;
5. Шейный и часть грудного отдела позвоночника;
6. Грудина, эпистернум, ключица, рёберные хрящи;
7. Таз;
8. Бедренная кость.

Вид назван в честь капитана британской индийской армии Джона Хеннинга Спика (англ. John Hanning Speke, 1827—1864).

## Описание
Ареал: Джибути, Эритрея, Эфиопия, Сомали, где распределён неравномерно. Есть сообщения о находке этого вида на высоте 1200 м над уровнем моря и сомнительное сообщение — на высоте 2200 м. Вид является жителем скалистых утесов (прячется в трещинах) в пустынных или полупустынных районах, иногда встречается вместе с даманами. В Джибути живёт в местностях, покрытых песком и камнями с низким кустарником и травой. При размножении в неволе удалось получить 6 выводков, пять из них состояли из одного детёныша, один из двух.

## Генетика
Число хромосом, 2n = 40.